# Opsamlingsalbum
Et opsamlingsalbum, eller en kompilation, er et album med en samling af sange, ofte hits, der tidligere har været udgivet på andre albums/singler. 
Et opsamlingsalbum kan bestå udelukkende af sange fra én kunstner. Her anvendes der ofte albumtitler som Greatest Hits, The Hits, Best Of, Singles, #1s, Gold, Essential, Definitive, Ultimate/Ultimate Collection, Platinum Collection, Danish Collection eller blot Collection. Et opsamlingsalbum kan også indeholde sange fra flere forskellige kunstnere. Her vil sangene oftest være inde for samme musikgenre eller tidsperiode. Flere af disse opsamlingsalbum udkommer som del i en serie, hvor der med måneders mellemrum bliver udgivet et nyt album i serien.

## Kendte kompilationsserier
- Absolute Music – nye hit singler
- NOW Music – nye hit singler

| Musik | Spire Denne musikartikel er en spire som bør udbygges. Du er velkommen til at hjælpe Wikipedia ved at udvide den. |